# Григорьев, Спиридон Алексеевич
Спиридон Алексеевич Григорьев (12 декабря 1910, село Улахан-Ан, Хангаласский улус, Якутская область — 1986, Якутск) — советский театральный режиссёр, актёр и педагог, народный артист РСФСР (1957).

## Биография
Спиридон Алексеевич Григорьев родился 12 декабря 1910 года в селе Улахан-Ан Хангаласского улуса (Якутская область, Иркутское генерал-губернаторство).
В 1928—1930 годах, будучи наборщиком, играл в якутской труппе при Русском драматическом театре.
В 1930—1933 годах учился на режиссёрском факультете Центрального техникума театрального искусства (ЦЕТЕТИС) (класс Б. Захавы и И. Толчанова).
В 1933—1961 годах был художественным руководителем Якутского драматического театра, став первым профессиональным режиссёром театра. Поставил более 100 спектаклей. Преподавал в драматической студии при театре.
В сезоне 1937—1938 годов прошёл режиссёрскую стажировку в Московском театре имени Евгения Вахтангова. В 1950 году находился на курсах руководящих работников искусства при Ленинградском государственном институте театрального искусства имени А. Н. Островского.
Умер в 1986 году.

## Награды и премии
- Орден Ленина (15 января 1958)[1].
- Орден Трудового Красного Знамени.
- Народный артист РСФСР (1957).
- Заслуженный артист РСФСР (1947).
- Народный артист Якутской АССР.
- Заслуженный артист Якутской АССР.
- Заслуженный деятель искусств Якутской АССР.
- Почётная грамота Совета Министров Латвийской ССР за участие в кинофильме «Утро долгого дня» (Рижская киностудия).
- Нагрудный знак «15 лет ЯАССР», медали,
- Почётные грамоты Президиума Верховного Совета ЯАССР.

## Работы в театре

### Актёр
- «На дне» М. Горького — Лука
- «Кузнец Кюкюр» Д. Сивцева-Омоллона — князь Виктор

### Постановщик
- 1933 — «Хлеб» Киршона
- 1934 — «Разрыв сетей» Мординова
- 1935 — «Недоросль»
- 1942 — «Любовь Яровая»
- 1947 — «Человек с ружьём»
- 1948 — «Молодёжь Марыкчана» Якутского
- 1949 — «Братья» Ефремова
- 1955 — «Отелло»
- 1960 — «Красный шаман» Ойунского
- 1961 — «Товарищ Максим» Данилова
- 1965 — «Абаҕа сулустара» («Звезды Абаги») Л. Габышева[2]

## Фильмография
- 1961 — Дерсу Узала — член отряда, стрелок
- 1968 — Утро долгого дня— Кустуров